# Боташев, Исса Жарахматович
Исса Жарахматович Боташев (карач.-балк. Боташланы Жарахматны жашы Исса; 6 сентября 1925, Кёнделен, Северо-Кавказский край — 7 октября 1991, Нальчик) — балкарский поэт, драматург, просветитель. Заслуженный деятель искусств РСФСР и КБР. Организатор сценического искусства, один из создателей балкарской драматургии, классик балкарской литературы, внес большой вклад в развитие балкарской поэзии и песенной культуры.

## Биография
Родился в селении Кёнделен ныне Эльбрусского района Кабардино-Балкарии в семье крестьянина.
Окончил сельскую школу в 1941 году, затем трудился косарем, работал учётчиком в родном колхозе. С 1942 по 1943 год работал инструктором Эльбрусского райкома КПСС. До марта 1944 года — артист балкарского драматического театра. В связи с депортацией балкарского народа жил в Средней Азии.
В 1959 году закончил Литературный институт им. А. М. Горького и высшие литературные курсы. В первые годы после возвращения из депортации занимался возрождением балкарского сценического искусства, затем был директором музея изобразительных искусств.
Музей изобразительных искусств Кабардино-Балкарии, коллектив которого 28 лет возглавлял Исса Боташев, стал одним из ведущих культурных центров республики и головным музеем Северного Кавказа.

## Творчество
Первая книга Иссы Боташева «Пою о мире» вышла в Киргизии в 1950 году. За ней последовали поэтические сборники «Вторая встреча», «Поэт зурна», «Перевал», «Эгер», «Крутые дороги», «Судьба». Боташев внес по-настоящему большой вклад в национальную драматургию — труднейший жанр художественного творчества. Спектакли по его пьесам всегда пользовались большим успехом как в Кабардино-Балкарии, так и за её пределами. Такие его пьесы, как «Орлы любят высоту», «Абрек», «Рассвет в горах», «Подвиг горянки», «Я верю — он жив», комедии «Судьба Солтана», «Свадьба в Гунделене», «Угнали петуха», «Настоящий мужчина», и в особенности его музыкальная комедия «Похищенный джигит», переведены на языки разных народов и поставлены на сценах многих театров.
Драматургические произведения, созданные Иссой Боташевым, отличаются глубоким проникновением в народную психологию, сочностью языка, точностью бытовых реалий. Он прекрасно знал законы сцены и сценического воплощения образа, поскольку сам был актёром и театральным деятелем, постоянно работал в контакте с творческим составом Кабардино-Балкарского драматического театра.
Исса Боташев часто выступал с публицистическими статьями по вопросам литературы, искусства, общественной жизни в периодической республиканской и всесоюзной печати, принимал участие в телевизионных и радиопередачах.

## Звания и награды
- Заслуженный деятель искусств Кабардино-Балкарской АССР — за заслуги в развитии балкарского театра и драматургии
- Заслуженный деятель искусств РСФСР
- Почётные грамоты Министерства культуры СССР (1978) и Президиума Верховного Совета КБАССР (1985).